# پاسپال
پاسپال (به بلغاری: Paspal) یک منطقهٔ مسکونی در بلغارستان است که در شهرستان آردینو واقع شده‌است.
 پاسپال ۲٫۵۰۱ کیلومتر مربع مساحت و ۳۴ نفر جمعیت دارد.